# 蜜雪兒·考克斯
蜜雪兒·約翰娜·考克斯（英語：Michelle Johanna Cox，1991年4月15日—）是一名出生於澳大利亞新南威爾士州的壘球選手，司職外野手，目前效力於國家職業快速壘球聯盟澳大利亞胡椒。她曾隨隊參加2012年世界女子壘球錦標賽，結果獲得銅牌。她的兄長蒂莫西·考克斯是棒球運動員。